# Мусил, Давид
Давид Мусил (чеш. David Musil; род. 9 апреля 1993, Калгари, Альберта[…]) — чешский хоккеист, защитник. Выступал в НХЛ за клуб «Эдмонтон Ойлерз». Играет в команде чешской Экстралиги «Динамо» из Пардубице. Сын Франтишека Мусила и внук Ярослава Голика. Игрок сборной Чехии.

## Карьера
Воспитанник клуба «Дукла Йиглава». Дебютировал за родную команду в чешской первой лиге сезона 2008/09. В 2009 по 2017 год играл в Северной Америке, сначала 4 сезона в западной хоккейной лиге, с 2013 года играл в АХЛ на протяжении 4 сезонов. Провёл 4 матча в регулярном чемпионате НХЛ сезона 2014/15 за «Эдмонтон Ойлерз». В 2017 году Мусил вернулся в Чехию, подписав контракт с клубом «Оцеларжи Тршинец». В первом же сезоне стал серебряным призёром чешской Экстралиги и стал вызываться в сборную Чехии для игр на этапах Еврохоккейтура. После окончания сезона 2017/18 Мусил продлил контракт с «Тршинцем». В 2019 году стал чемпионом Чехии, выиграв первый трофей в своей карьере. В 2021 году во второй раз выиграл золото чешского чемпионата.

## Достижения
- Чемпион чешской Экстралиги 2019 и 2021
- Серебряный призёр чешской Экстралиги 2018

## Статистика
Обновлено на конец сезона 2020/2021
- Западная хоккейная лига — 296 игр, 126 очков (30+96)
- АХЛ — 261 игра, 56 очков (11+45)
- Чешская экстралига — 252 игры, 50 очков (4+46)
- Первая чешская лига — 18 игр, 1 передача
- Лига чемпионов — 23 игры, 4 очка (2+2)
- Сборная Чехии — 44 игры, 4 очка (0+4)
- НХЛ — 4 игры, 2 передачи
- Лига Восточного побережья — 3 игры, 1 шайба
- Кубок Шпенглера — 8 игр, 2 очка (0+2)
- Всего за карьеру — 909 игр, 246 очков (48+198)